# اتفاقية فك الاشتباك الثانية (مصر إسرائيل)
اتفاقية فك الاشتباك الثانية هي اتفاقية موقعة بجينيف في 1 سبتمبر 1975 بين مصر وإسرائيل.وهي الاتفاقية التي اعقبت اتفاقية فك الاشتباك الأولى (مصر إسرائيل).

## نص اتفاقية فك الاشتباك الثانية
تضمنت هذه الاتفاقية النقاط التالية:
اتفقت حكومتي جمهورية مصر العربية ودولة إسرائيل على ما يلي:
المادة الأولى: إن النزاع بينهما وفي الشرق الأوسط لا يتم حله بالقوة المسلحة بل بالوسائل السلمية، وقد شكلت الاتفاقية المعقودة بين الطرفين في18 يناير 74 في إطار مؤتمر جينيف للسلام خطوة أولى نحو سلام عادل ودائم وفقاً لأحكام قرار مجلس الأمن 338 الصادر في 22 أكتوبر 73،وإذ يعتزمان التوصل لتسوية سلمية نهائية وعادلة عن طريق المفاوضات فإن هذه الاتفاقية خطوة هامة نحو تحقيق هذا الهدف.
المادة الثانية: يتعهد الطرفان بعدم استخدام القوة أو التهديد بها أو الحصار العسكري في مواجهة الطرف الآخر.
المادة الثالثة:
أ- سيستمر الطرفان في مراعاة وقف إطلاق النار براً وبحراً وجواً والامتناع عن أي أعمال عسكرية أو شبه عسكرية ضد الطرف الآخر.
ب- يقرر الطرفان أيضاً أن الالتزامات الواردة بملحق هذه الاتفاقية والبروتوكول الخاص بها سيكونان جزءاً لا يتجزأ من هذه الاتفاقية.
المادة الرابعة أ:يتم تحريك القوات المسلحة للطرفين وفقاً للمبادئ التالية :
1- تنسحب جميع القوات الإسرائيلية إلى شرق الخط المشار إليه بخط (ي) على الخريطة المرفقة.
2- تتقدم جميع القوات المصرية إلى غرب الخط المشار إليه بخط (هـ) على الخريطة المرفقة.
3- ستكون المنطقة الواقعة بين الخطين المشار إليهما في الخريطة المرفقة بخطى (هـ)، (و) كذلك المنطقة الواقعة بين الخطين المشار إليهما في الخريطة المرفقة بخطى (ي)، (ك) محددة السلاح والقوات.
4- سيتم الاتفاق على التحديدات الخاصة بالسلاح والقوات في المنطقتين المشار إليهما في الفقرة (3) عاليه وفقاً لما هو وارد في الملحق المرفق.
5- ستكون المنطقة الواقعة بين الخطين المشار إليهما في الخريطة المرفقة بخطى (هـ) و(ي) منطقة عازلة - وسوف تستمر قوة الطوارئ التابعة للأمم المتحدة في القيام بوظائفها على النحو الوارد في الاتفاقية المصرية الإسرائيلية المعقودة في 18 يناير 1974في المنطقة الواقعة بين الخط (هـ) والخط المنتهي على الساحل جنوب أبو رديس والمبين في الخريطة المرفقة.
6- سوف لا تكون هناك قوات عسكرية كما هو موضح بالملحق المرفق
ب: التفاصيل المتعلقة بالخطوط الجديدة وإعادة تحريك القوات وتوقيت ذلك والتحديد الخاص بالأسلحة والقوات والاستطلاع الجوي وتشغيل منشآت الإنذار المبكر واستخدام الطرق ومهام الأمم المتحدة وغيرها من الترتيبات ستكون كلها وفقاً لأحكام الملحق والخريطة وهما جزءاً لا يتجزأ من هذه الاتفاقية وللبروتوكول الذي يتم التوصل إليه عن طريق المباحثات طبقاً للملحق الذي سيصبح عند عقده جزءاً لا يتجزأ من هذه الاتفاقية.
المادة الخامسة :تعتبر قوة الطوارئ التابعة للأمم المتحدة أساسية وستستمر في القيام بعملها وستجدد مدتها سنوياً.
المادة السادسة : ينشئ الطرفان لجنة مشتركة أثناء سريان هذه الاتفاقية وتعمل تحت رئاسة المنسق العام لعمليات الأمم المتحدة في الشرق الأوسط لنظر أي مشكلة تنجم عن هذه الاتفاقية ولمعاونة قوة الطوارئ في تنفيذ مهمتها، وتعمل اللجنة المشتركة وفقاً للإجراءات الواردة في البروتوكول
المادة السابعة: سيسمح بمرور الشحنات غير العسكرية المتجهة إلى إسرائيل ومنها بالمرور في قناة السويس.
المادة الثامنة:
أ: يعتبر الطرفان هذه الاتفاقية خطوة هامة نحو سلام عادل ودائم وليس اتفاق سلام نهائي
ب: سيواصل الأطراف بذل الجهود للتوصل بالتفاوض إلى اتفاق سلام نهائي في إطار مؤتمر جينيف للسلام وفقاً لقرار مجلس الأمن رقم 338.
المادة التاسعة: تسرى هذه الاتفاقية بعد توقيع البروتوكول وتبقى سارية المفعول حتى تحل محلها اتفاقية جديدة
حررت في أول سبتمبر سنة 1975 من أربع نسخ أصلية.

## نتائج واثار الاتفاقية
بموجب هذه الاتفاقية التزمت مصر بعدم اللجوء إلى القوة أو الحصار البحري، ووافقت على مرور البضائع والسلع غير العسكرية المتجهة إلى إسرائيل عبر قناة السويس.
وبرغم أن إسرائيل قد وافقت على الانسحاب إلى خط جديد يبعد ما بين 20إلى40 ميلاً عن القناة تكون بمثابة منطقة عازلة تتواجد فيها قوات الأمم المتحدة وقيام إسرائيل بتسليم ممري متلا والجدي للأمم المتحدة وتسليم حقول بترول أبو رديس لمصر - إلا أن هذا الاتفاق قد حقق عدة مكاسب إستراتيجية لإسرائيل.
ففضلاً عن المساعدات المادية والعسكرية التي حصلت عليها من الولايات المتحدة مقابل توقيعها على هذا الاتفاق
قوضت هذه الاتفاقية خيار الحرب لدى السادات فقد أصبح في ظلها حبيس اتفاق لا يمكن أن يحل محله غير معاهدة صلح مع إسرائيل كما جاء بالمادة التاسعة منها.
وقد تعهد السادات ضمنياً بإنهاء حالة العداء لإسرائيل طبقاً للمادة الأولى والثانية.
كما تعهد لكيسنجر بالامتناع عن الاشتراك في القتال في حالة قيام سوريا بمهاجمة إسرائيل في مقابل تعهد من كيسنجر للسادات بأن الولايات المتحدة سوف تسعى للعمل على إجراء مفاوضات أخرى بين سوريا وإسرائيل حول مرتفعات الجولان ونقل كيسنجر أيضاً للسادات تعهداً من إسرائيل بعدم مهاجمة سوريا.